# Liste der Bürgermeister von Dallas

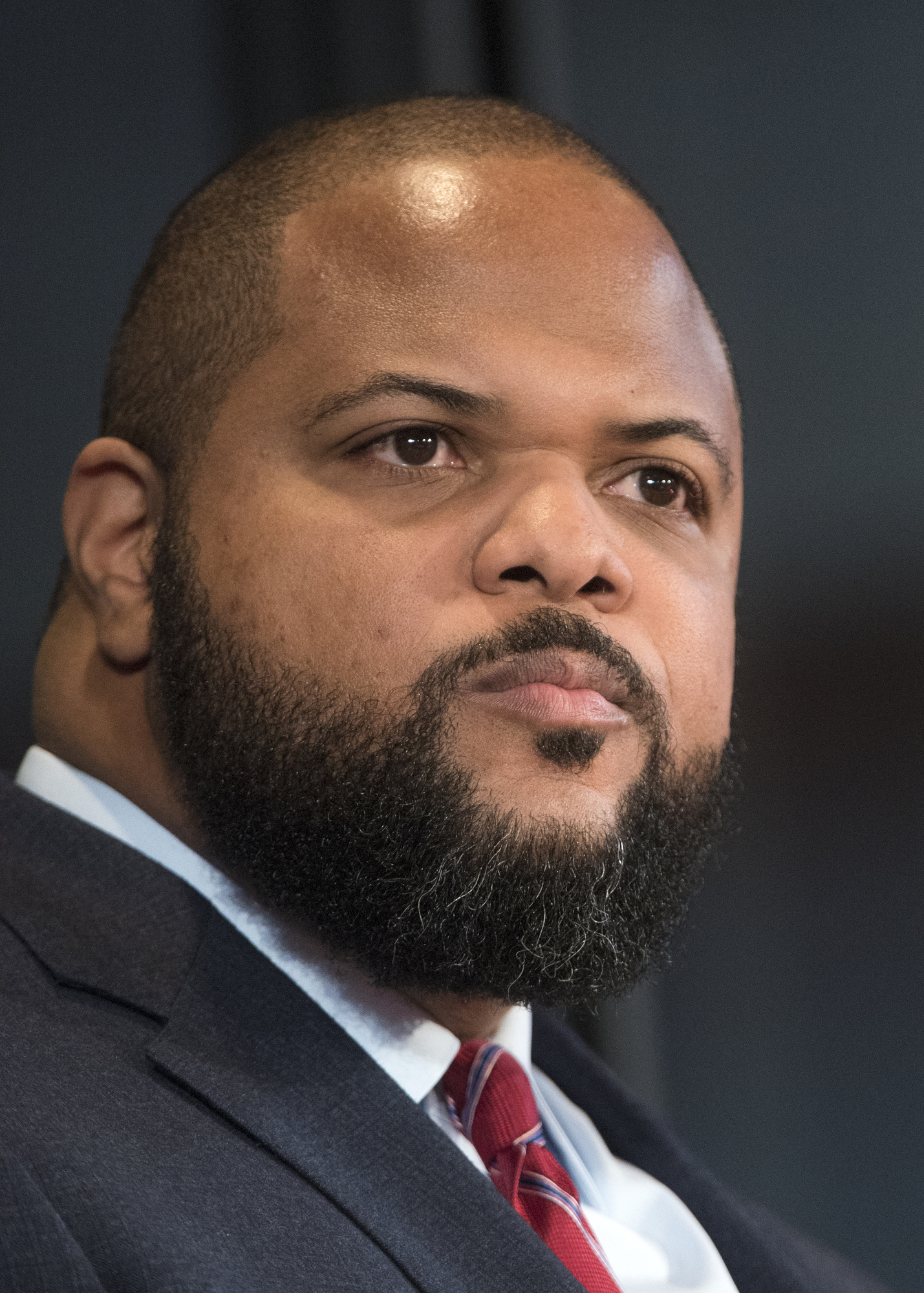
Eric Johnson, derzeitiger Bürgermeister von Dallas

Die Liste der Bürgermeister von Dallas führt alle Bürgermeister der texanischen Stadt Dallas auf.

## Bürgermeister
- 1856–1857: Samuel B. Pryor
- 1857–1858: John McClannahan Crockett
- 1858: Isaac Naylor
- 1858–1859: A. D. Rice
- 1859–1861: John M. Crockett
- 1861: J.L. Smith
- 1861–1862: Thos. E. Sherwood
- 1862–1865: kein Bürgermeister, während des Amerikanischen Bürgerkriegs stand die Stadt unter der Verwaltung des Militärgouverneurs
- 1865–1866: John M. Crockett
- 1866: John W. Lane
- 1866–1868: George W. Guess
- 1868–1870: Benjamin Long
- 1870–1872: Henry Ervay
- 1872–1874: Benjamin Long
- 1874–1876: William Lewis Cabell
- 1876–1877: John D. Kerfoot
- 1877–1879: William Lewis Cabell
- 1879–1880: J. M. Thurmond
- 1880–1881: J. J. Good
- 1881–1883: J. W. Crowdus
- 1883–1885: William Lewis Cabell
- 1885–1887: John Henry Brown
- 1887–1894: Winship C. Connor
- 1894–1895: Bryan T. Barry
- 1895–1897: F. P. Holland
- 1897–1898: Bryan T. Barry
- 1898–1900: John H. Traylor
- 1900–1904: Ben E. Cabell
- 1904–1906: Bryan T. Barry
- 1906–1907: Curtis P. Smith
- 1907–1911: Stephen J. Hay
- 1911–1915: W. M. Holland
- 1915–1917: Henry D. Lindsley
- 1917–1919: Joe E. Lawther
- 1919–1921: Frank W. Wozencraft
- 1921–1923: Sawnie R. Aldredge
- 1923–1927: Louis Blaylock
- 1927–1929: R. E. Burt
- 1929–1931: J. Waddy Tate
- 1931–1932: T. L. Bradford
- 1931–1935: Chas. E. Turner
- 1935–1937: George Sergeant
- 1937–1939: George Sprague
- 1939–1947: Woodall Rodgers
- 1947–1949: J. R. Temple
- 1949–1951: Wallace H. Savage
- 1951–1953: Jean Baptiste Adoue
- 1953–1961: Robert Lee Thornton
- 1961–1964: Earle Cabell
- 1964–1971: J. Erik Jonsson
- 1971–1976: Wes Wise
- 1976: Adlene Harrison
- 1977–1981: Robert Folsom
- 1981–1983: Jack Evans
- 1983–1987: Starke Taylor
- 1987–1991: Annette Strauss
- 1991–1995: Steve Bartlett
- 5. Juni 1995–20. Februar 2002: Ron Kirk
- 20. Februar 2002–25. Juni 2007: Laura Miller
- 25. Juni 2007–2011: Tom Leppert
- 2011: Dwaine Caraway
- 2011–2019: Mike Rawlings
- seit 2019: Eric Johnson